# Asian Open Trophy 2021
Asian Open Trophy 2021 – piąte zawody łyżwiarstwa figurowego z cyklu Challenger Series 2021/2022. Zawody rozegrano od 13 do 17 października 2021 roku w hali Capital Indoor Stadium w Pekinie. Były to zawody testowe przed  Zimowymi Igrzyskami Olimpijskimi 2022. 

## Wyniki

### Soliści
| Poz. | Zawodnik         | Nota łączna | SP | SP    | FS | FS     |
| ---- | ---------------- | ----------- | -- | ----- | -- | ------ |
| 1    | Yuma Kagiyama    | 277,78      | 1  | 97,80 | 1  | 179,98 |
| 2    | Shun Satō        | 256,16      | 2  | 90,77 | 2  | 165,39 |
| 3    | Jin Boyang       | 224,09      | 3  | 85,02 | 6  | 139,07 |
| 4    | Deniss Vasiļjevs | 217,68      | 4  | 84,75 | 7  | 132,93 |
| 5    | Lukas Britschgi  | 217,04      | 6  | 69,07 | 3  | 147,97 |
| 6    | Cha Jun-hwan     | 214,24      | 5  | 74,47 | 5  | 139,77 |
| 7    | Lee Si-hyeong    | 209,64      | 8  | 66,09 | 4  | 143,55 |
| 8    | Peng Zhiming     | 167,68      | 9  | 55,16 | 8  | 112,52 |
| 9    | Chen Yudong      | 148,35      | 7  | 66,37 | 10 | 81,98  |
| 10   | Lap Kan Yuen     | 147,88      | 10 | 48,62 | 9  | 99,26  |

### Solistki
| Poz. | Zawodniczka    | Nota łączna | SP | SP    | FS | FS     |
| ---- | -------------- | ----------- | -- | ----- | -- | ------ |
| 1    | Mai Mihara     | 203,58      | 2  | 67,83 | 1  | 135,75 |
| 2    | Kaori Sakamoto | 202,28      | 1  | 76,70 | 2  | 125,58 |
| 3    | Joanna So      | 155,65      | 4  | 53,50 | 4  | 102,15 |
| 4    | Ting Tzu-Han   | 155,03      | 8  | 51,84 | 3  | 103,19 |
| 5    | Jenni Saarinen | 154,45      | 3  | 62,25 | 8  | 92,20  |
| 6    | Nicole Schott  | 148,08      | 6  | 52,84 | 5  | 95,24  |
| 7    | Zhu Yi         | 147,38      | 5  | 52,88 | 6  | 94,50  |
| 8    | Kristina Isaev | 146,05      | 7  | 52,43 | 7  | 93,62  |
| 9    | Jin Hengxin    | 118,11      | 9  | 51,27 | 9  | 66,84  |

### Pary sportowe
| Poz. | Zawodnicy                    | Nota łączna | SP | SP    | FS | FS     |
| ---- | ---------------------------- | ----------- | -- | ----- | -- | ------ |
| 1    | Sui Wenjing / Han Cong       | 223,48      | 1  | 79,27 | 1  | 144,21 |
| 2    | Peng Cheng / Jin Yang        | 196,68      | 2  | 66,41 | 2  | 130,27 |
| 3    | Wang Yuchen / Huang Yihang   | 174,37      | 3  | 61,70 | 3  | 112,67 |
| 4    | Zhang Siyang / Yang Yongchao | 167,76      | 4  | 57,86 | 4  | 109,90 |

### Pary taneczne
| Poz. | Zawodnicy                | Nota łączna | RD | RD    | FD | FD     |
| ---- | ------------------------ | ----------- | -- | ----- | -- | ------ |
| 1    | Wang Shiyue / Liu Xinyu  | 186,58      | 1  | 75,67 | 1  | 110,91 |
| 2    | Chen Hong / Sun Zhuoming | 160,83      | 2  | 62,33 | 2  | 98,50  |